# Kolonisering (biologi)
Kolonisering handlar främst om en arts spridning till områden där den förut varit sparsamt representerad, eller inte representerad alls. En art i det här avseendet behöver inte nödvändigtvis avse en rent biologisk representation.
Kolonisering behöver inte betyda att arten lever i kolonier.
Ordet "kolonisation" används dock främst när det gäller människans spridning av det egna riket.